# Пруф

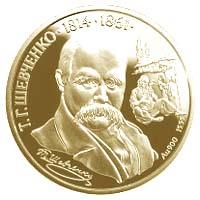
Пам'ятна монета НБУ із золота Тарас Шевченко номіналом 200 гривень якості пруф. Реверс

Пруф (нім. Polierte Platte, скорочено РР, рідше Spiegelglanz, англ. proof, скорочено PRF) — найвища якість карбування монет, якої досягають при їх виробництві із застосуванням спеціальних верстатів і особливих способів обробки заготовок і карбувального інструменту.
Монети виготовляються спеціально для колекціонування в індивідуальному режимі з високою часткою ручної праці. Технологія передбачає застосування декількох натиснень чекана на одну і ту ж поверхню монети на верстатах, що розвивають на інструменті тиск в сотні тонн. Готові монети часто виймаються вручну і вкладаються в жорсткі прозорі капсули або запаюються в пластик для захисту поверхні монети.
Монети якості «пруф» мають абсолютно рівну дзеркальну поверхню поля й зазвичай матовий малюнок рельєфу. Зрідка зустрічається так званий «реверсивний пруф», де поле матове, а зображення дзеркальне (поліроване). Рельєф повинен бути чітким, з добре видимими найдрібнішими деталями. На монетах не повинно бути видимих неозброєним оком подряпин, насічок, задирок, найдрібніших нерівностей поверхні поля (наприклад, хвилястих ділянок або таких, що нагадують апельсинову шкірку), неконцентричного розташування гурта (канта монети, що виступає по зовнішньому колу монети) і слідів дотику рук.